# Trichaeta albiplaga
Trichaeta albiplaga là một loài bướm đêm thuộc phân họ Arctiinae, họ Erebidae.